# Федеральний департамент економіки, освіти та досліджень Швейцарії
Федеральний департамент економіки, освіти та досліджень — один з семи департаментів уряду Швейцарії, який входить до складу Федеральної адміністрації Швейцарії. Департамент завжди очолює один з членів Федеральної ради Швейцарії, яка виконує роль колективного голови держави. З 2019 року департамент очолює Гі Пармелен. Департамент має нинішню назву з 1 січня 2013 року, а до цього він багато разів перейменовувався.
Завданнями департаменту є встановлення правил ведення бізнесу в приватному секторі економіки та в сільському господарстві, представлення інтересів швейцарської економіки на міжнародному рівні, надання професійно-технічної освіти і підготовки, підтримка іновацій і наукових досліджень, забезпечення виплати допомоги по безробіттю та забезпечення ефективного використання земельних й інших природних ресурсів.

## Структура
Департамент складається з таких офісів:
- Генеральний секретаріат, який також включає Федеральне бюро справ споживачів.
- Державний секретаріат з економічних справ — відповідає за національну та міжнародну економічну політику, торгові переговори та трудове законодавство.
- Державний секретаріат з освіти, досліджень та іновацій — відповідає за національні та міжнародні програми, пов'язані із вищою освітою та з наукою, наприклад за програму "Erasmus+" або за участь в дослідженні космосу.
- Федеральний офіс сільського господарства — відповідає за здійснення сільськогосподарської політики та за прямі виплати швейцарським фермерам.
- Федеральний офіс національних запасів — відповідає за запас продуктів й інших речей, необхідних у випадку надзвичайної ситуації.
- Федеральний офіс з житла — відповідає за державну політику із забезпечення громадян соціальним житлом.
- Федеральний офіс з цивільної служби.

Також є незалежні органи, які лише адміністративно відносяться до Департаменту:
- Ціновий аудитор — омбудсмен, відповідальний за нагляд за регульованими цінами.
- Комісія із конкуренції — забезпечення дотримання принципів конкуренції в економіці та здійснення антимонопольної політики.
- Федеральний інститут професійно-технічної освіти і підготовки.
- Швейцарське агентство іновацій.
- Рада Федеральної вищої технічної школи

## Попередні назви департаменту
- Департамент торгівлі та митниці (1848–1872)
- Департамент залізниці та торгівлі (1873–1878)
- Департамент торгівлі та сільського господарства (1879–1887)
- Департамент промисловості та сільського господарства (1888–1895)
- Департамент торгівлі, промисловості та сільського господарства (1896–1914)
- Департамент економічних справ (1915–2012)
- Департамент економіки, освіти та досліджень (з 2013)

## Керівники департаменту
- Фрідріх Фрай-Ерозе (1848–1853)
- Вільгельм Матіас Нефф (1854)
- Мартін Йозеф Мунцінгер (1855)
- Констан Форнеро (1855–1856)
- Йозеф Мартін Кнюзель (1857)
- Констан Форнеро (1858)
- Йозеф Мартін Кнюзель (1859–1860)
- Фрідріх Фрай-Ерозе (1861–1866)
- Вільгельм Матіас Нефф (1867–1873)
- Йоган Якоб Шерер (1873–1874)
- Карл Шенк (1875–1877)
- Йоахім Хеєр (1878)
- Нюма Дроз (1879–1880)
- Луї Рюшонне (1881)
- Нюма Дроз (1882–1886)
- Адольф Дойхер (1887–1896)
- Адріен Лашеналь (1897)
- Адольф Дойхер (1898–1902)
- Людвіг Форрер (1903)
- Адольф Дойхер (1904–1908)
- Йозеф Антон Шобінгер (1909)
- Адольф Дойхер (1910–1912)
- Едмунд Шультес (1912–1934)
- Герман Обрехт (1934–1940)
- Вальтер Штемпфлі (1940–1947)
- Рудольф Рюбатель (1948–1954)
- Томас Голенштайн (1955–1959)
- Фрідріх Траугот Вален (1960–1961)
- Ганс Шаффнер (1961–1969)
- Ернст Бруггер (1970–1978)
- Фріц Хонеггер (1978–1982)
- Курт Фурглер (1983–1986)
- Жан-Паскаль Деламюра (1987–1998)
- Паскаль Кушпен (1998–2002)
- Йозеф Дайсс (2003–2006)
- Доріс Лойтгард (2006–2010)
- Йоган Шнайдер-Амманн (2010–2018)
- Гі Пармелен (з 2019)